# Deiva Marina (stacja kolejowa)
Deiva Marina (wł: Stazione di Deiva Marina) – stacja kolejowa w Deiva Marina, w regionie Liguria, we Włoszech. Znajdują się tu 3 perony.